# Phyllopodopsyllus longipalpatus
Phyllopodopsyllus longipalpatus är en kräftdjursart som först beskrevs av Claude Chappuis 1954.  Phyllopodopsyllus longipalpatus ingår i släktet Phyllopodopsyllus och familjen Tetragonicipitidae.

## Underarter
Arten delas in i följande underarter:
- P. l. hawaiiensis
- P. l. longipalpatus